# Rue Fond-Pirette
La rue Fond-Pirette est une rue de la ville de Liège (Belgique) partant du centre de la ville en direction des hauteurs de Sainte-Walburge. 

## Odonymie
Initialement appelé Falkonpire ou Faconpire, le Fond-Pirette est le nom d'un petit ruisseau affluent de la Légia dont le lit se situait sans doute plus ou moins à l'emplacement de la voirie actuelle. Pirette signifie Pierre ou Petite pierre.

## Description
Cette rue mesure 585 m et compte environ 180 maisons. La rue parcourt et remonte progressivement le fond d'un étroit vallon, en contrebas des rues de Campine (située à l'ouest) et Montagne Sainte-Walburge (située à l'est) qui ont globalement la même orientation vers le nord. Elle applique un sens unique de circulation automobile depuis la rue Jean Haust en descendant vers le centre-ville.

## Histoire
La rue est mentionnée dès le XIVe siècle. Il s'y trouvait des fermes et des guinguettes. Jadis, la rue se poursuivait jusqu'au plateau de Sainte-Walburge (actuellement rue Jean Haust).

## Architecture
La maison sise au no 133 possède des éléments de style Art nouveau tandis que celle située au no 169 a été réalisée dans le style Art déco.

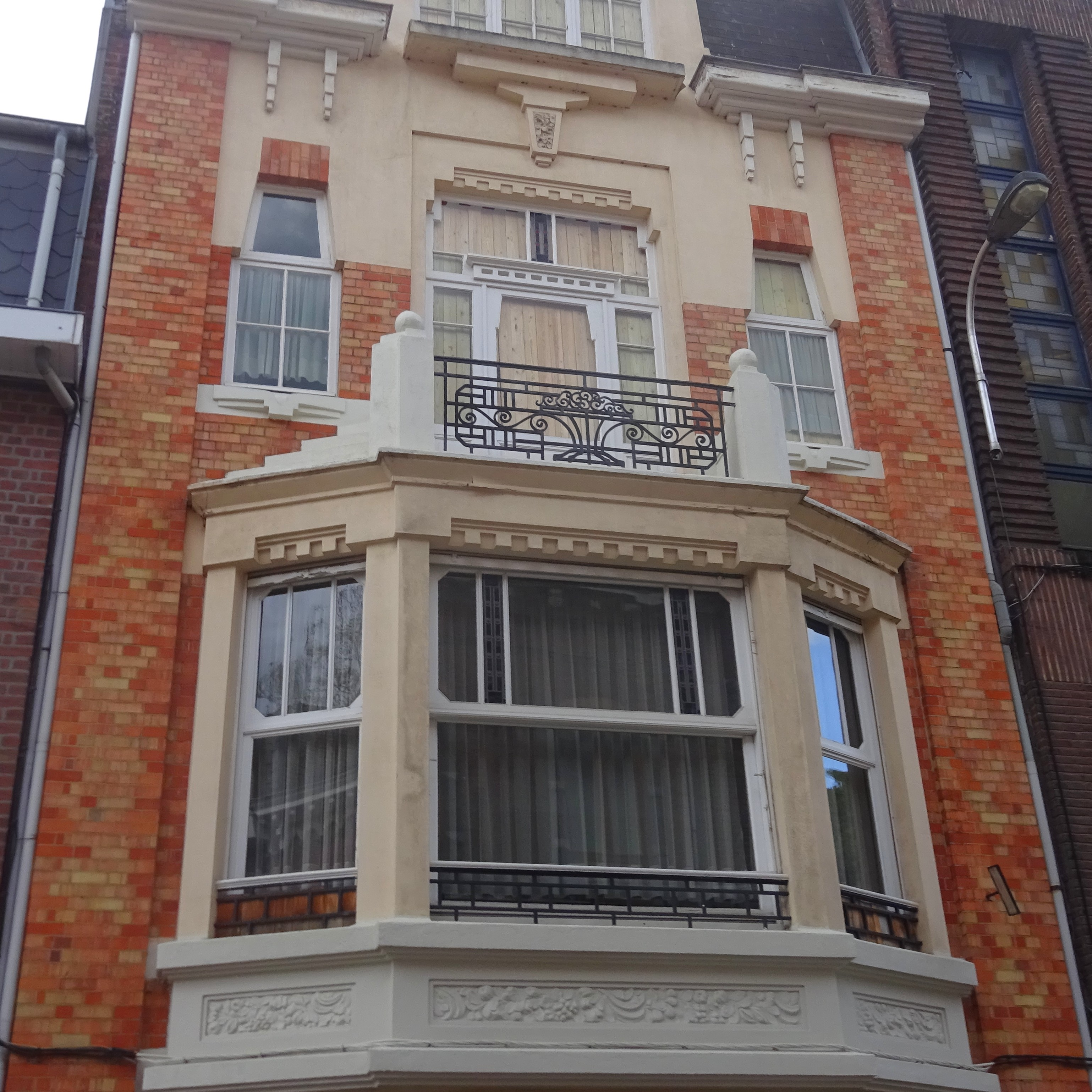
Maison Art déco, rue Fond-Pirette 169

## Voiries adjacentes
- Rue de l'Académie
- Montagne Sainte-Walburge
- Rue Jean Haust
- Thier Savary